# James Wharton (automobilista)
James Anthony Wharton (Bundoora, 8 de julho de 2006) é um automobilista australiano que atualmente disputa o Campeonato de Fórmula 3 da FIA pela equipe ART Grand Prix. Anteriormente, ele foi campeão do Campeonato dos Emirados Árabes Unidos de Fórmula 4 de 2023, e disputou a F4 italiana, terminando em quarto lugar em 2023. Ele foi membro da Ferrari Driver Academy entre 2021 e 2023.

## Carreira

### Kart
Nascido em Bundoora, um subúrbio de Melbourne, capital do estado de Vitória, na Austrália, Wharton começou a andar de kart aos oito anos de idade nas pistas locais. Ele ficou dois anos nas categorias Mini e Cadet, e venceu oito das dez corridas na temporada de 2017, sendo campeão australiano daquele ano. Depois disso, ele e seu pai se mudaram para a Europa para progredir na carreira, onde passou quatro anos contratado pelo Parolin, competindo em vários campeonatos continentais.

### Fórmula 4

#### 2022
Ingressou nos monopostos no início de 2022, ao competir no Campeonato dos Emirados Árabes Unidos de Fórmula 4 com a Abu Dhabi Racing, uma equipe operada pela Prema Racing. O australiano foi dominante na rodada de estreia, em Dubai, e além dessas três vitórias, ele venceu a corrida final da temporada em Yas Marina, ficando em quinto lugar na classificação.
Ele permaneceu na Prema para pilotar nas categorias de base europeias, participando dos campeonatos italianos de F4 e ADAC Fórmula 4. Assim como na F4 árabe-emiradense, Wharton terminou em quinto em ambas as séries, vencendo apenas em Nürburgring. 

#### 2023

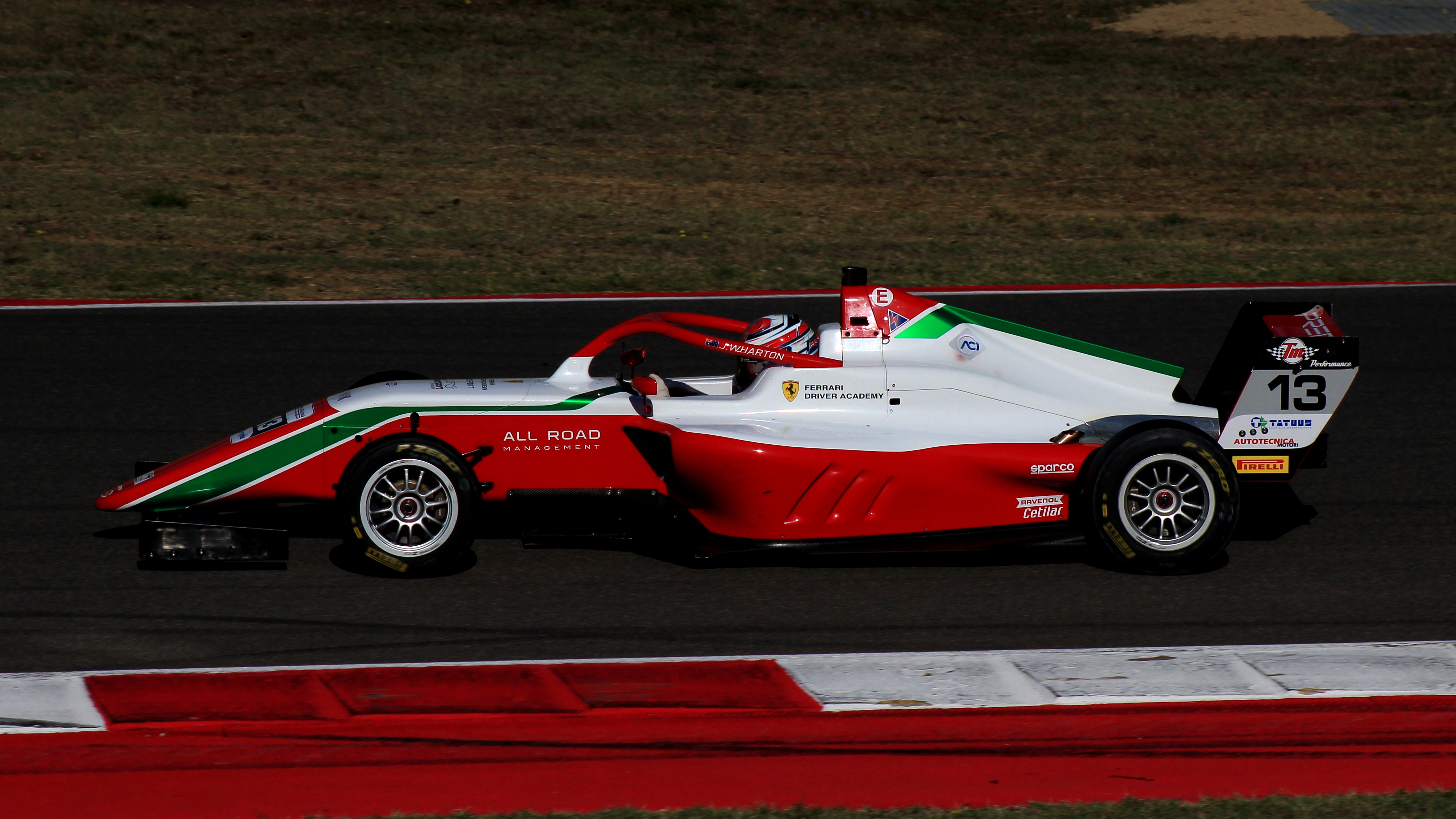
Wharton no Circuito de Mugello durante a F4 italiana de 2023.

Wharton voltou a participar da F4 EAU no início de 2023, correndo pela Mumbai Falcons. Após uma campanha consistente, com direito a quatro vitórias e um total de onze pódios em quinze corridas, o australiano foi campeão, sacramentando o título após uma colisão na última rodada com o companheiro de equipe Tuukka Taponen, que também lutava pelo campeonato.
Mas Wharton teve mais dificuldades na F4 italiana, na qual ele só conseguiu duas vitórias em Spa-Francorchamps e terminou em quarto lugar. Ele também foi vice-campeão do Campeonato Euro 4, no qual, de três rodadas, Wharton ficou com duas vitórias e mais três pódios, perdendo o título para seu companheiro de equipe Ugo Ugochukwu.

### Fórmula Regional
Na pré-temporada de 2024, Wharton participou do Campeonato de Fórmula Regional do Oriente Médio com a equipe Mumbai Falcons. No campeonato geral, Wharton ficou em sexto lugar, conquistando apenas dois pódios e pontos. Já na categoria rookie, Wharton ficou em terceiro, sendo superado por Ugo Ugochukwu e pelo finlandês Tuukka Taponen, campeão tanto nesta categoria quanto na geral.
Para sua campanha na FRECA, Wharton competiu novamente pela Prema Racing, ao lado dos ex-rivais italianos da F4 Rafael Câmara e Ugo Ugochukwu.
Após estrear com um pódio, Wharton enfrentou dificuldades nas duas etapas seguintes. Mesmo assim, obteve mais quatro pódios e três vitórias, incluindo as duas corridas da rodada de Barcelona. Mas o título acabou indo para Câmara, que foi campeão mesmo com um quarto lugar na corrida 2 do circuito catalão.

### Campeonato GB3
A Fortec Motorsports contratou Wharton para participar de duas etapas de Silverstone do Campeonato GB3 de 2024.

### Fórmula 3
Após Martinius Stenshorne ser banido da etapa de Silverstone por conta de sua participação de uma rodada da Eurocup-3 sem autorização da FIA, Wharton foi convocado pela Hitech Pulse-Eight para substituí-lo no Campeonato de Fórmula 3 da FIA de 2024.
Em outubro de 2024, a ART Grand Prix anunciou a contratação de Wharton para competir na temporada de 2025 da Fórmula 3. Wharton voltou a dividir a garagem com Tuukka Taponen, e também tendo o neerlandês Laurens van Hoepen como colega de equipe.

### Fórmula 1
No final de 2020, Wharton foi escolhido pela Motorsport Australia para ser um de seus representantes na Final Mundial de Escotismo da FDA 2020. E ao vencer o shootout, conquistou uma vaga na Academia de Pilotos da Ferrari.
Em dezembro de 2023, foi anunciado que Wharton deixaria a academia ferrarista a partir da temporada de 2024.

## Resultados

### Resumo da carreira
| Temporada | Categoria                            | Equipe                        | Corridas | Vitórias | Poles | V.M.R. | Pódios | Pontos | Posição |
| --------- | ------------------------------------ | ----------------------------- | -------- | -------- | ----- | ------ | ------ | ------ | ------- |
| 2022      | Fórmula 4 dos Emirados Árabes Unidos | Abu Dhabi Racing by Prema     | 16       | 4        | 3     | 4      | 5      | 168    | 5º      |
| 2022      | Fórmula 4 Italiana                   | Prema Racing                  | 20       | 0        | 0     | 0      | 5      | 166    | 5º      |
| 2022      | ADAC Fórmula 4                       | Prema Racing                  | 15       | 1        | 0     | 2      | 3      | 146    | 5º      |
| 2023      | Fórmula 4 dos Emirados Árabes Unidos | Mumbai Falcons Racing Limited | 15       | 4        | 4     | 5      | 11     | 232    | 1º      |
| 2023      | Fórmula 4 Italiana                   | Prema Racing                  | 21       | 2        | 3     | 2      | 8      | 205.5  | 4º      |
| 2023      | Campeonato Euro 4                    | Prema Racing                  | 9        | 2        | 1     | 1      | 5      | 169    | 2º      |
| 2024      | Fórmula Regional do Oriente Médio    | Mumbai Falcons Racing Limited | 15       | 0        | 0     | 0      | 2      | 111    | 6º      |
| 2024      | Fórmula Regional Europeia            | Prema Racing                  | 15       | 2        | 3     | 0      | 6      | 146*   | 5º*     |
| 2024      | GB3 Championship                     | Fortec Motorsports            | 2        | 0        | 0     | 0      | 0      | 11     | 25º*    |
| 2024      | Fórmula 3                            | Hitech Pulse-Eight            | 2        | 0        | 0     | 0      | 0      | 0      | 33º     |
| 2025      | Fórmula 3                            | ART Grand Prix                | 0        | 0        | 0     | 0      | 0      | 0      | ?       |